# 뉴욕의과대학
뉴욕의과대학 또는 뉴욕 메디컬 칼리지(New York Medical College, NYMC, New York Med)는 미국 뉴욕주 발할라에 위치한 사립 의과대학이다. 1860년에 설립된 이 학교는 토우로 칼리지 및 대학 시스템의 멤버이다.
NYMC는 3개의 학교를 통해 고급 학위를 제공한다: the School of Medicine (SOM), the Graduate School of Biomedical Sciences (GSBMS) and the School of Health Sciences and Practice (SHSP). 1,600명의 학생(774명의 의과 학생 포함)이 등록되어 있으며 그 외 800명의 상주 인원 및 의료 펠로가 있다. 교직원 수는 약 3,000명이다.
뉴욕주, 뉴저지주, 코네티컷주, 웨스트버지니아주의 20곳 이상의 연계 병원망을 구축하고 있다.
1863년, 클레멘스 로지어에 의해 "New York Medical College and Hospital for Women"라는 이름의 자매 학교가 설립되었다.